# La buena vida (film 1996)
La buena vida è un film del 1996 diretto da David Trueba ed interpretato da Fernando Ramallo e Lucía Jiménez.

## Distribuzione
Distribuito dalla United International Pictures (UIP), il film uscì nei cinema spagnoli il 13 dicembre 1996.
Venne presentato nella Quinzaine des Réalisateurs al 50º Festival di Cannes e anche al 32º Festival internazionale del cinema di Karlovy Vary nel luglio 1997, dove vinse il Premio Speciale della Giuria.

## Accoglienza
Jonathan Holland di Variety ha considerato il film "una tragicommedia affascinante, realizzata con cura e di basso profilo".

## Sequel
Nel 2018 il regista ne ha scritto e diretto un sequel, Casi 40, con Ramallo e Jiménez nuovamente ad interpretare i loro ruoli dopo due decadi.

## Riconoscimenti
- 1997 - Festival di Cannes[3]
  - Candidatura alla Golden Camera a David Trueba

- 1997 - Premi Goya[6]
  - Miglior attore non protagonista a Luis Cuenca
  - Candidatura alla Migliore attrice rivelazione a Lucía Jiménez
  - Candidatura al Miglior regista esordiente a David Trueba
  - Candidatura alla Miglior sceneggiatura originale a David Trueba

- 1997 - Festival internazionale del cinema di Karlovy Vary[4]
  - Premio Speciale della Giuria a David Trueba
  - Candidatura al Globo di Cristallo a David Trueba

- 1997 - Premi Sant Jordi
  - Miglior attore spagnolo a Luis Cuenca

- 1997 - Turia Awards
  - Miglior opera prima a David Trueba